# Kornhaus (Tübingen)

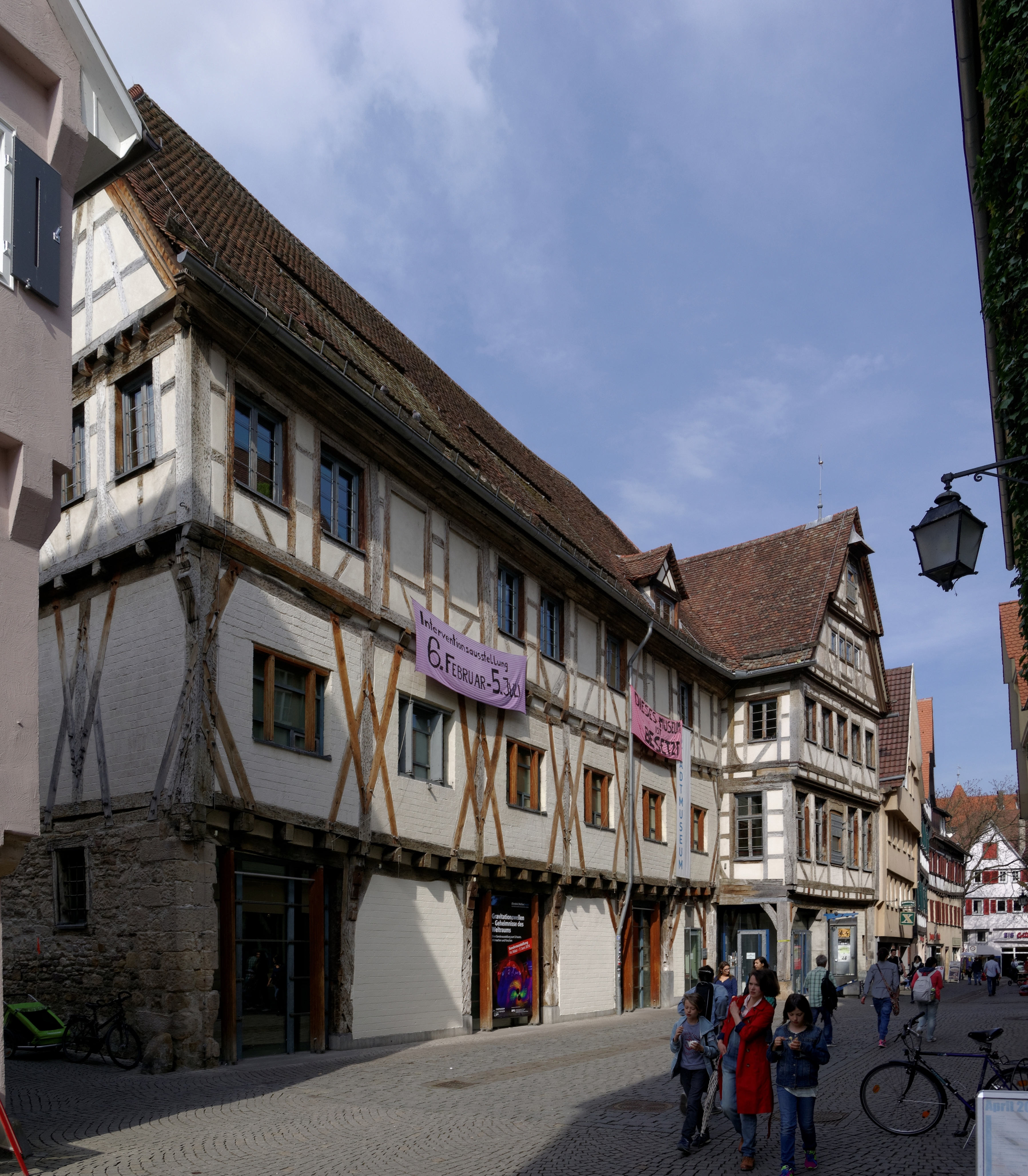
Kornhaus – es sind deutlich die beiden Häuser zu unterscheiden

Das Tübinger Kornhaus ist seit 1991 der Sitz des Stadtmuseums Tübingen. Das Kornhaus wurde ursprünglich als Kornspeicher gebaut.

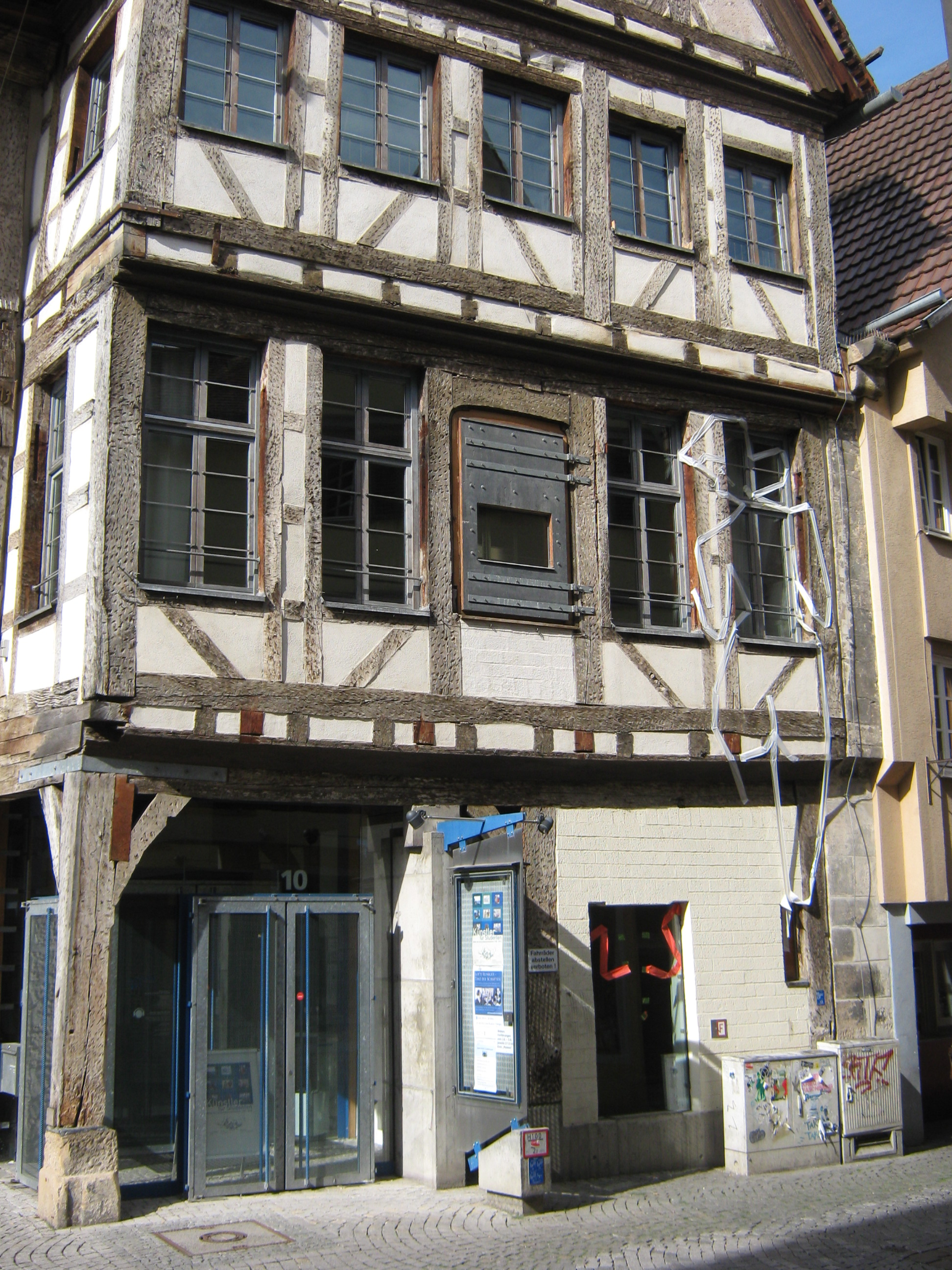
Kornhaus. Neuerer Teil mit Eingang zum Stadtmuseum

## Geschichte
Im Jahr 1453 wurde am Ammerkanal ein überdachter Umschlagplatz für Korn eingerichtet; dies war der Anfang des Gebäudes, das 1512 durch einen Querbau erweitert wurde. 1564 wurde das eine und 1607 das zweite Haus aufgestockt. Das Obergeschoss diente als Ort der Geselligkeit für Feste, Tanzabende und Theatervorführungen.
Theatervorführungen wurden entweder von Tübinger Studenten oder von angereisten Schauspielern gegeben. Martin Crusius berichtete über zwei Studentenaufführungen: Susanna von Sixtus Birck und gereimten Doktor Faustus eines anonymen Autors, dessen Werk in Tübingen bei Alexander Hock 1588 erschien und im gleichen Jahr aufgeführt wurde. 1588 führte auch eine Truppe von Andreas Rhot aus Sachsa in der Grafschaft Hohenstein eine „Tragödie vom Reichen und dem Lazarus“ auf. 1596 kam eine englische Truppe, die mehrere Liebeskomödien u. a. Susanna aufführte. Unter den Zuschauern war sogar der Herzog Friedrich.
Ab dem 18. Jahrhundert wurde das Gebäude teilweise als Schulhaus genutzt, das nacheinander Deutsche Knabenschule, Mädchenschule und Realschule beherbergte. Den Rest des Gebäudes nutzte weiterhin der Kornmarkt, der endgültig 1892 auszog. Nach einem Umbau wurde im Erdgeschoss die Feuerwehr untergebracht. Später, nach einem erneuten Umbau, zog in das Erdgeschoss das Rote Kreuz ein.
Zwischen 1985 und 1991 wurde das Gebäude für seine neue Nutzung vorbereitet. Man führte in dieser Zeit ergiebige archäologische Grabungen und baugeschichtliche Untersuchungen durch, anschließend baute man es um und sanierte. Zuständig für den Umbau vom Kornhaus zum Stadtmuseum, der in den Jahren von 1986 bis 1992 stattfand, war der gebürtige Rottenburger Architekt Johannes Manderscheid. Der Umbau respektiert den historischen Bestand des Hauses, auf Rekonstruktionen wurde verzichtet. 1991 wurde es als Stadtmuseum eröffnet.